# Mathis der Maler
Mathis der Maler (Mattia il pittore) è un'opera lirica di Paul Hindemith. La genesi dell'opera è da attribuire al suo interesse per la Riforma. Il protagonista dell'opera, Matthias Grünewald, è stato un personaggio storico veramente esistito, che fiorì in quell'epoca e la cui arte, in particolare la Pala d'altare di Isenheim), ispirò molte figure creative all'inizio del XX secolo, tra cui il romanzo di Joris-Karl Huysmans Là-bas.

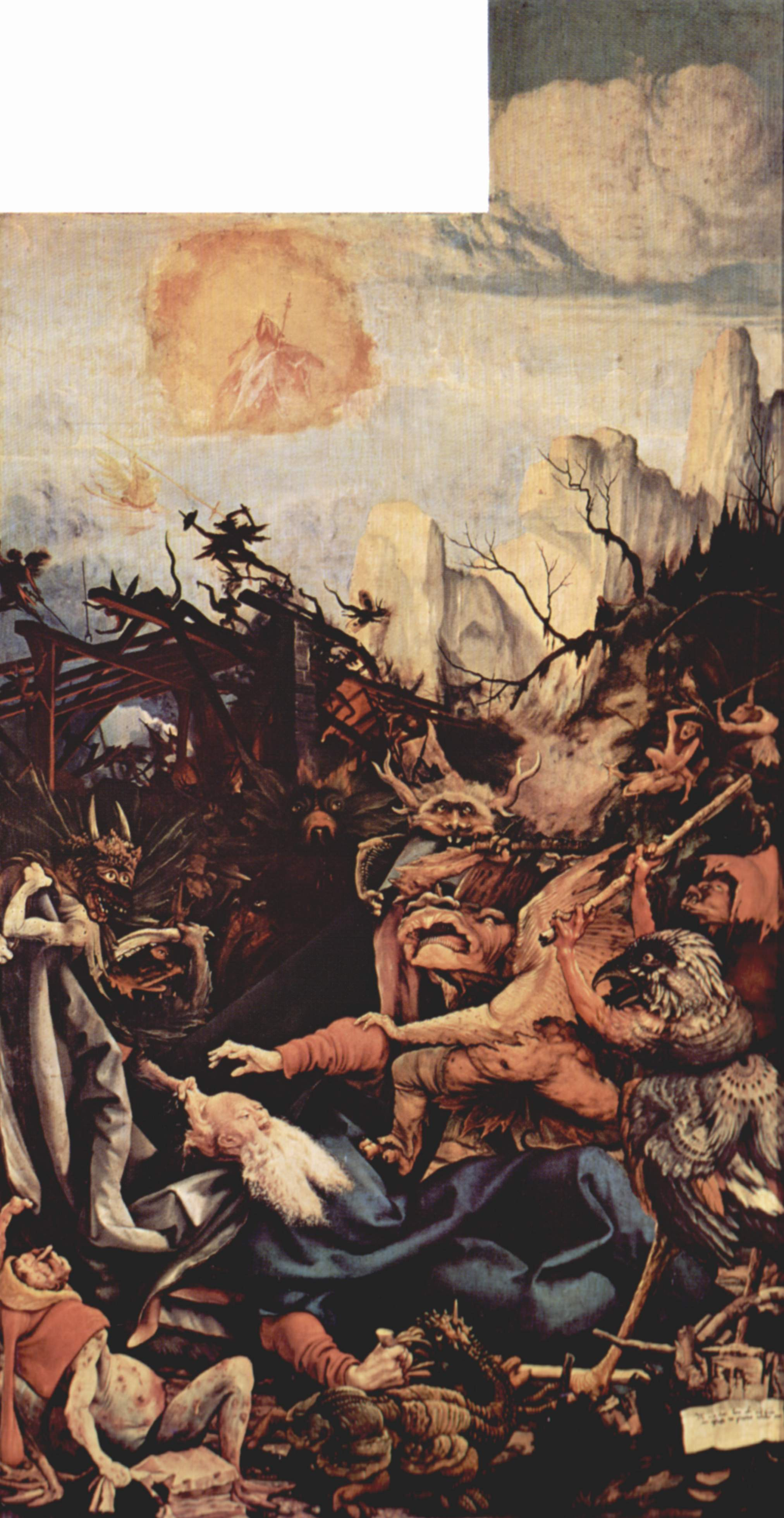
La tentazione di Sant'Antonio dalla Pala d'altare di Isenheim

Hindemith prese in considerazione l'idea di commissionare all'autore Gottfried Benn di scrivere il libretto, ma finì per farlo da solo. Hindemith completò l'opera nel 1935. A quel tempo, tuttavia, l'ascesa del Nazismo impedì a Hindemith di esibirsi in Germania, nonostante tre anni di tentativi. La storia, ambientata durante la guerra dei contadini tedeschi (1524-25), riguarda la lotta di Mathis per la libertà artistica di espressione nel clima repressivo dei suoi giorni, che rispecchiava la stessa lotta di Hindemith mentre i nazisti raggiungevano il potere e reprimevano il dissenso. L'ovvio messaggio politico dell'opera non sfuggì all'attenzione del governo.

## Storia delle esecuzioni
Fu eseguita per la prima volta il 28 maggio 1938 a Zurigo, diretta da Robert Denzler. Il 14 ottobre 1956, una ricostruita Schauspiel Köln a Colonia si aprì con un'esibizione di gala dell'opera. Il 9 e 11 marzo 1939, l'Opera Mathis der Maler fu rappresentata ad Amsterdam, diretta da Karl Schmid-Blosz, direttore dell'Opera di Zurigo. Allo stesso tempo, il Rijksmuseum Amsterdam realizzò una mostra documentaria sul dipinto "La piccola crocifissione" e due disegni di Mathias Grunewald di proprietà di Franz Koenigs. La prima britannica avvenne ad Edimburgo il 29 agosto 1952 e fu data per la prima volta negli Stati Uniti il 17 febbraio 1956, alla Boston University, diretta da Sarah Caldwell.
Contrariamente alla popolare Symphony: Mathis der Maler, l'opera su larga scala stessa viene messa in scena solo occasionalmente. Una notevole produzione americana fu quella della New York City Opera nel 1995. L'opera di Stato di Amburgo ha messo in scena il lavoro nel 2005. Fu eseguita presso il Gran Teatre del Liceu di Barcellona quando l'edificio fu distrutto da un incendio nel gennaio 1994.

## Ruoli principali
| Ruolo                                                                  | Registro vocale | Cast della prima, 28 maggio 1938 (Direttore: Robert Denzler) |
| ---------------------------------------------------------------------- | --------------- | ------------------------------------------------------------ |
| Alberto di Brandeburgo, Cardinale Arcivescovo di Magonza               | tenore          | Peter Baxevanos                                              |
| Contessa Helfenstein                                                   | contralto       |                                                              |
| Hans Schwalb, capo dei contadini                                       | tenore          |                                                              |
| Regina, Figlia di Schwalb                                              | soprano         | Emmy Leni Funk                                               |
| Lorenz von Pommersfelden, Decano cattolico della Cattedrale di Magonza | basso           | Fritz Honisch                                                |
| Riedinger, un ricco cittadino protestante                              | basso           | Albert Emmerich                                              |
| Ursula, Figlia di Riedinger                                            | soprano         | Judith Hellwig                                               |
| Mathis, un pittore, innamorato di Ursula                               | baritono        | Asger Stieg                                                  |
| Sylvester von Schaumberg, un ufficiale dell'esercito                   | tenore          |                                                              |
| Truchsess von Waldburg, generale dell'esercito                         | basso           | Marko Rothmüller                                             |
| Wolfgang Capito, consigliere di Albrecht                               | tenore          | Fridolin Mossbacher                                          |

## Trama

### Scena 1
In un cortile del chiostro, le riflessioni e i dubbi di Mathis sulla sua vocazione vengono interrotti dal capo dei contadini Schwalb e da sua figlia Regina. Commosso dalla difficile situazione dei contadini, offre il suo cavallo e rimane per affrontare l'inseguitore Sylvester che non osa arrestare il pittore preferito del cardinale.

### Scena 2
Una rivolta tra cattolici, luterani e studenti di fronte alla residenza di Albrecht a Magonza è evitata solo dall'arrivo del cardinale stesso con le reliquie di San Martino:
| Tedesco | Italiano |
| --- | --- |
| «Kann ich nicht immer bei euch sein, bin ich doch bedacht, Den Ruhm der Stadt zu mehren. Hier soll versammelt sein, Was an Werk und Wort Edles der Menschengeist Hervorbringt. Ein deutsches Rom am Rhein.» | «Anche se non posso essere sempre tra voi, ho intenzione di Migliorare il prestigio della nostra città. Può essere riunito qui Tutto quello di nobile che il pensiero umano ha generato Nelle arti e nelle parole. Una Roma tedesca sul Reno. Possa questo dono essere testimone delle mie parole.» |

Promette al commerciante Riedinger di contrattare un ordine per bruciare libri, ma quest'ultimo cede a Pomerfeld che sottolinea che non può sfidare Roma. Mathis, riunito con la figlia di Reidinger Ursula, è riconosciuto da Sylvester e fa un appello appassionato ad Albrecht perché non si unisca alla repressione della rivolta dei contadini. Rendendosi conto che non può cambiare le idee del suo amico, Albrecht gli concede un passaggio sicuro per unirsi alla loro causa.

### Scena 3
I luterani sono inizialmente indignati quando Capito conduce i soldati alla scorta di libri nascosti nella casa di Reidinger ("Ein Verbrechen 
/Gegen Luther, gegen deutsche Glaubenskraft", "Un crimine/contro Lutero, contro il potere della fede tedesca"), ma si placano quando egli rivela una lettera di Lutero ad Albrecht che gli suggerisce di dimostrare le sue idee avanzate sposandosi:
| Tedesco | Italiano |
| --- | --- |
| «Ein Vorbild wäre kurfürstliche Gnaden, weil sie gleichsam mitten in deutschen Landen eines der größten Häupter ist. Das würde viele Leute beruhigen und gewinnen und andere Bischöfe nachziehen.» | «La tua grazia elettorale sarebbe un esempio, poiché sicuramente sei Uno dei principi più importanti, situato nel centro Della Germania. Molte persone sarebbero appagate e sedotte e Altri vescovi ti seguiranno.» |

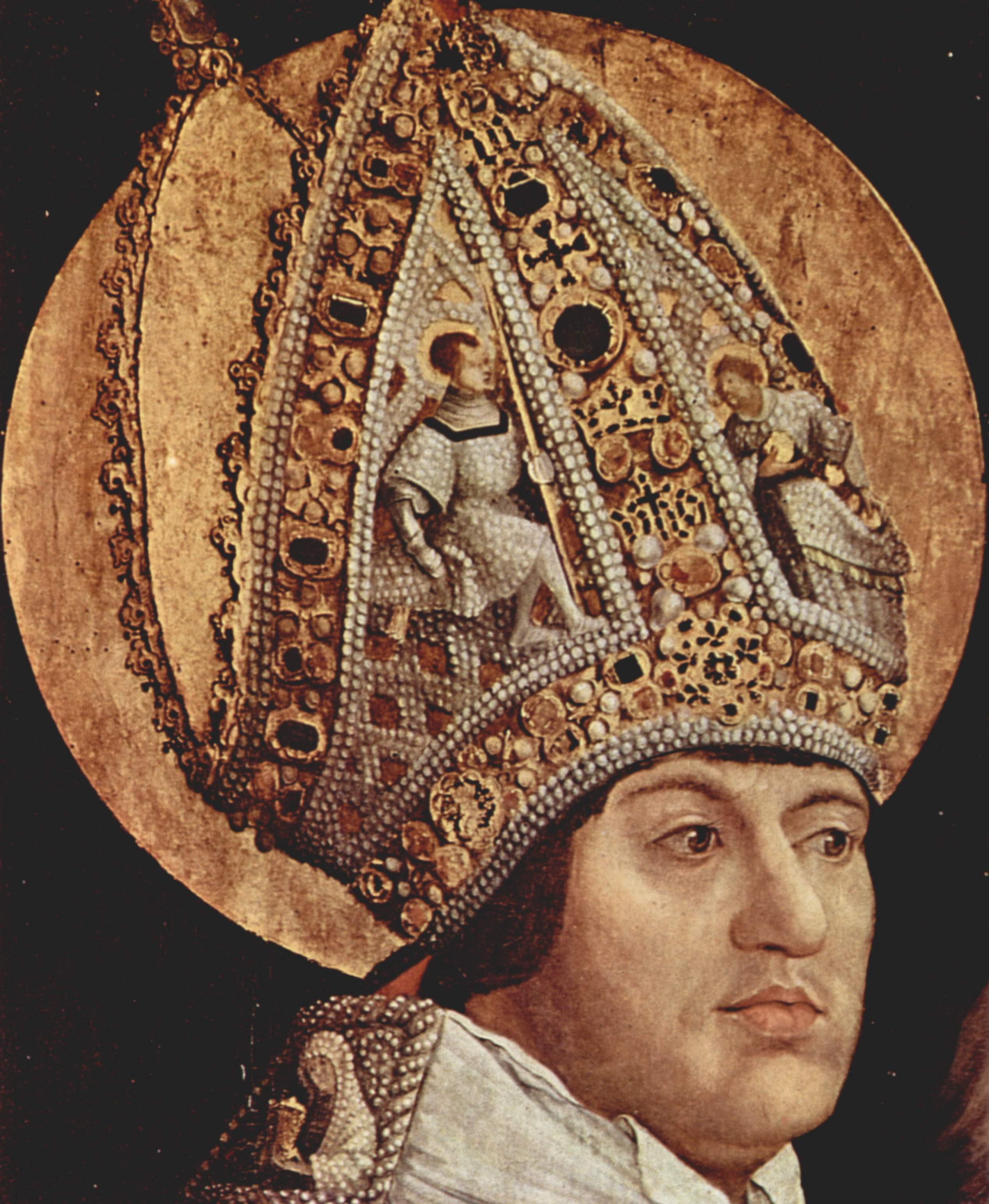
Alberto di Magonza come Sant'Erasmo (Alte Pinakothek, Monaco))

Albrecht, "il più forte principe clericale in Germania" che "detiene [...] / Il destino dell'Impero nelle sue mani" è in così gravi difficoltà finanziarie che è probabile che acconsenta e Reidinger chiede a Ursula di riflettere se questo sarebbe a beneficio sia della fede luterana che dell'Impero. Mathis arriva per dire addio e insiste che non può seguirlo in guerra. Quando suo padre ritorna dà il suo consenso al piano.
Alla fine della scena 3, tutti gli uomini recitano un peana a Dio, alla loro religione e alla patria:
| Tedesco | Italiano |
| --- | --- |
| «Lobt Gott, ihr frommen Christen. Freut euch und jubiliert Mit David dem Psalmisten [...] Die Harfen hört man klingen In deutscher Nation, Darum viel Christen dringen Zum Evangelion.» | «Lodate Dio, voi cristiani devoti. Rallegratevi e gioite Con David, che ha scritto i salmi, [...] Le arpe risuonano In Germania, Poiché molti cristiani iniziano a seguire Il Vangelo.» |

### Scena 4
L'esercito dei contadini ha catturato gli Helfenstein, facendo marciare il Conte verso l'esecuzione capitale e umiliando la Contessa. Alla domanda per le loro richieste, uno dei contadini risponde, tra gli altri, che non accetta alcun sovrano tranne l'imperatore ("Kein Herrscher gilt / Als der Kaiser."). Mathis lo rimprovera e viene picchiato. Arriva l'esercito federale e i contadini sfiduciati si preparano alla battaglia ma vengono rapidamente sovrastati; Schwalb viene ucciso e Mathis viene a malapena salvato dalla Contessa. Fugge con la Regina orfana.

### Scena 5
Albrecht discute dei suoi debiti e della sfida di Lutero con Capito e accetta di avere un incontro con una sposa ricca. È stupito quando Ursula entra e, dubbiosa delle sue dichiarazioni, la rimprovera di essersi prestata al piano. Lei ammette di essere motivata non dall'amore ma dalla sua fiducia nel tentare la sua conversione e, a sua volta, lo rimprovera per le sue vacillazioni e la sua mancanza di visione. Sembra essere profondamente commosso dal suo appello, ma quando gli altri sono chiamati, annuncia che cambierà i suoi modi sforzandosi di tornare ai suoi voti e condurre una vita semplice.

### Scena 6

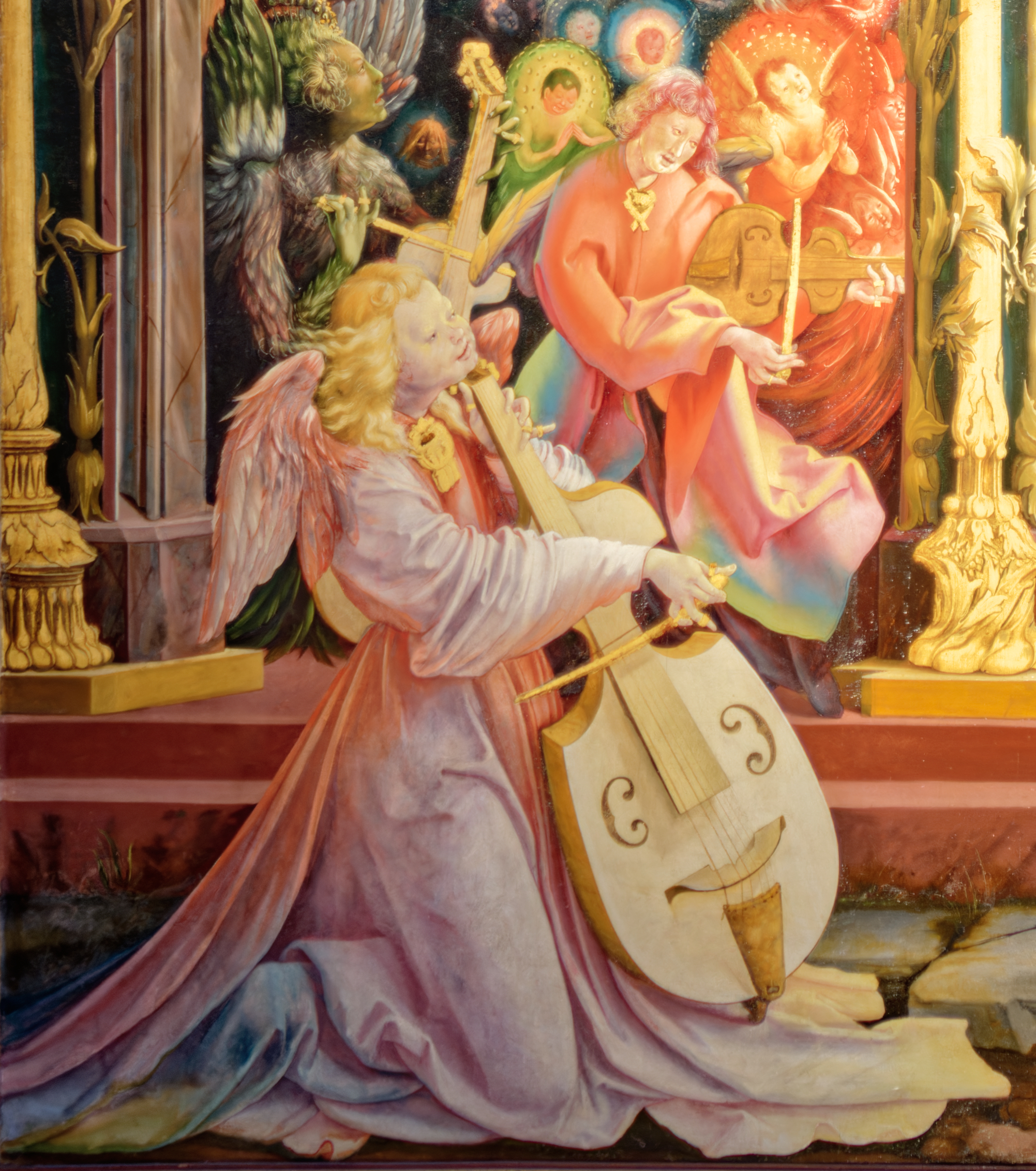
Viola da Gamba, Altare di Issenheim

Nella foresta di Odenwald, Mathis cerca di far addormentare l'inquieta Regina, con la descrizione di un concerto di angeli, lei si unisce al canto popolare "Es sungen drei Engel" (questa è la musica del primo movimento della sinfonia). Non appena si addormenta, Mathis, ora vestita da Sant'Antonio di Grünewald, è assediato dai tentatori: una figura che ricorda la contessa Helfenstein offre una vita di lusso; Pommersfelden elogia il potere del denaro; Ursula appare nei panni di un mendicante, poi di una seduttrice e, condotta al patibolo, come una martire; Capito, ora nelle vesti di uno studioso, dice ad "Anthony" che il mondo può essere dominato dalla scienza e lo rimprovera per la sua poca obiettività; Schwalb lo rimprovera per la sua inconsapevole compassione. Il coro si unisce in una rappresentazione della scena della tentazione della Pala di Isenheim prima che la scena cambi improvvisamente in quella della visita di Anthony a Saint Paul. Paul/Albrecht consola Anthony/Mathis e lo chiama al suo dovere: "vai avanti e dipingi".

### Scena 7
Ursula si prende cura della regina morente, che confonde il dipinto di Cristo morente di Mathis con suo padre. Solo la vista di Mathis la calma prima di morire. Al mattino (dopo l'interludio della Sinfonia) viene visitato da Albrecht che gli offre la sua casa, ma Mathis preferisce trascorrere i suoi ultimi giorni in solitudine. Preparando il baule, dice addio alle buone intenzioni: una pergamena, un'ambizione;  compasso e righello, per la creazione; pitture e pennelli, l'acclamazione; una catena d'oro, libri di domande e infine, baciando un nastro di Ursula, l'amore.

## Elenco di numeri musicali
| Numero         | Esecutore    | Titolo (Tedesco)                                     | Titolo (Italiano)             |
| -------------- | ------------ | ---------------------------------------------------- | ----------------------------- |
| Overture       | orchestra    | Engelkonzert                                         | Concerto di Angeli            |
| Scena 1 Aria   | Mathis       | Sonniges Land. Mildes Drängen schon nahen Sommers... |                               |
| Aria           | Schwalb      | Aufmachen! Helft uns!                                | "Aprite la porta! Aiutateci!" |
| Aria           | Mathis       | Woher kommt ihr denn? Was für Leute seid ihr?        |                               |
| Aria           | Regina       | Es wollt ein Maidlein waschen gehen...               |                               |
| Aria           | Schwalb      | Was redest du da?                                    |                               |
| Aria           | Regina       | Staub am Himmel, Pferdetraben                        |                               |
| Scena 2 Chorus | Cittadini    | Dem Volk stopft man die falschen Lehren ins Maul     |                               |
| Aria           | Albrecht     | Nach dem Lärm vieler Orte                            |                               |
| Aria           | Albrecht     | Man fühlt den Segen, der auf eurem Land ruht         |                               |
| Aria           | Albrecht     | Gewinnst du auch mein Herz                           |                               |
| Aria           | Pomeraniensi | Rom verzieh oft, was ihr euch an Freiheit nahmt      |                               |
| Aria           | Albrecht     | Was gibt’s?                                          |                               |
| Scena 3        |              |                                                      |                               |
| Scena 4        |              |                                                      |                               |
| Scena 5        |              |                                                      |                               |
| Scena 6        |              |                                                      |                               |
| Scena 7        |              |                                                      |                               |

## Registrazioni
- 1977: EMI Classical 555 237-2 (CD): Rafael Kubelik (direttore), Bavarian Radio Symphony Orchestra e coro. Dietrich Fischer-Dieskau (Mathis), James King (Cardinal Albrecht), Ursula Koszut, William Cochran, Peter Meven, Rose Wagemann, Donald Grobe, Gerd Feldhoff, Alexander Malta, Trudeliese Schmidt.
- 1990: Wergo WER 6255-2: Gerd Albrecht (direttore), WDR Sinfonieorchester Köln e coro. Josef Protschka, Roland Hermann, Victor von Halem, Hermann Winkler, Harald Stamm, Sabine Hass, Heinz Kruse, Ulrich Hielscher, Ulrich Reß, Gabriele Rossmanith, Marilyn Schmiege.
- 2005: Oehms Classics OC 908: Simone Young (direttrice), Hamburg Philharmonic Orchestra e coro. Falk Struckmann, Scott MacAllister, Susan Anthony, Inga Kalna, Pär Lindskog. 2005 Hamburg staging.